# Karshomyia obstructa
Karshomyia obstructa är en tvåvingeart som beskrevs av Fedotova och Vasily S. Sidorenko 2004. Karshomyia obstructa ingår i släktet Karshomyia och familjen gallmyggor. Inga underarter finns listade i Catalogue of Life.